# Karang Jaya (Belitang II)
Karang Jaya is een bestuurslaag in het regentschap Ogan Komering Ulu van de provincie Zuid-Sumatra, Indonesië. Karang Jaya telt 1078 inwoners (volkstelling 2010).